# جون أوينز
جون أوينز (بالإنجليزية: John Owens)‏ هو لاعب كرة قدم أمريكية أمريكي، ولد في 10 يناير 1980 في واشنطن العاصمة في الولايات المتحدة.

## وصلات خارجية
- جون أوينز على موقع مرجع كرة القدم المحترفة.كوم (الإنجليزية)